# Lac Évanturel
Pour les articles homonymes, voir Évanturel.
Le lac Évanturel est un plan d'eau douce situé dans le territoire non organisé de Lac-Pikauba, dans la municipalité régionale de comté de Charlevoix, dans la région administrative de la Capitale-Nationale, dans la province de Québec, au Canada. Ce plan d'eau est situé dans la zec des Martres.
Le lac Évanturel constitue l'un des principaux plans d'eau de tête de la rivière Barley. Ce lac de montagne est entièrement situé en zone où la foresterie a toujours été l'activité économique prédominante. Au milieu du XIXe siècle, les activités récréotouristiques ont pris de l'essor. À cause de l'altitude, ce lac est normalement gelé de la fin octobre au début mai; néanmoins, la période sécuritaire de circulation sur la glace est habituellement de début décembre à avril.
Une route forestière dessert la partie ouest du bassin versant du lac Évanturel et une autre route la partie Est.

## Géographie
Situé en zone forestière dans le territoire non organisé de Lac-Pikauba dans la zec des Martres, le lac Évanturel (longueur: 2,3 km; altitude: 829 m) est situé sur le versant nord de la vallée de la rivière Barley. L'embouchure du lac Évanturel est située au fond d'une baie sur la rive sud du lac, à:
- 0,8 km au nord de la route forestière R0305;
- 3,7 km au sud-ouest d'une baie du lac des Martres;
- 44,2 km à l'ouest du centre-ville de La Malbaie;
- 43,7 km au nord-ouest du centre-ville de Baie-Saint-Paul[1].

À partir de l'embouchure du lac Évanturel, le courant descend sur 0,76 km vers le sud la décharge du lac Évanturel, puis suit le cours de la rivière Barley sur 10,5 km généralement vers l'ouest, puis emprunte le cours de la rivière Malbaie sur 108 km avec une dénivellation de 656 m laquelle se déverse à La Malbaie dans le fleuve Saint-Laurent.

## Toponymie
Cette dénomination parait sur la carte de 1954 du Parc des Laurentides et sur la Carte Régionale No 3, feuillet 3 Est, 3 milles au pouce, 1957. Ce nom a aussi paru sur le brouillon de la carte du Lac des Martres, 1961-09-25, item 62.
Le terme "Évanturel" s'avère un patronyme de famille d'origine française. Il n'est pas déraisonnable de croire que ce toponyme évoque l'œuvre de vie du poète québécois Eudore Évanturel (Québec, 22 septembre 1852 - Boston, 16 mai 1919). Encouragé par le romancier Joseph Marmette, son ami, il fit paraître en 1878 un volume de Premières poésies. Ce recueil, inspiré de Musset mais avec des accents verlainiens, scandalisa le milieu littéraire conservateur du Québec de l'époque. Les critiques aussi impitoyables qu'injustes de Jules-Paul Tardivel en particulier le dissuadèrent d'aller plus avant dans la carrière. L'auteur ne publia plus par la suite que quelques poèmes isolés. Son œuvre demeure encore méconnue, mais il n'en compte pas moins parmi les poètes les plus sensibles, originaux et inspirés du Québec avant Nelligan. Il est enterré au cimetière Notre-Dame-de-Belmont, à Sainte-Foy. Cette désignation toponymique fut approuvée le 1963-07-03 par la Commission de géographie du Québec. Jadis, ce plan d'eau était désigné "Lac de l'Équerre".
Le toponyme "Lac Évanturel" a été officialisé le 5 décembre 1968 à la Banque des noms de lieux de la Commission de toponymie du Québec.